# モーリーン・コノリー
モーリーン・キャサリン・コノリー・ブリンカー（Maureen Catherine Connolly Brinker, 1934年9月17日 - 1969年6月21日）は、アメリカ・カリフォルニア州サンディエゴ出身の女子テニス選手。 1953年に女子テニス史上初の年間グランドスラムを達成した選手である。身長160cmほどしかない小柄な体格だったことから、“Little Mo”（リトル・モー）という愛称で呼ばれた。プレー・スタイルは典型的なベースライン・プレーヤーで、試合中にネットに出ることは少なかったという。

## 来歴

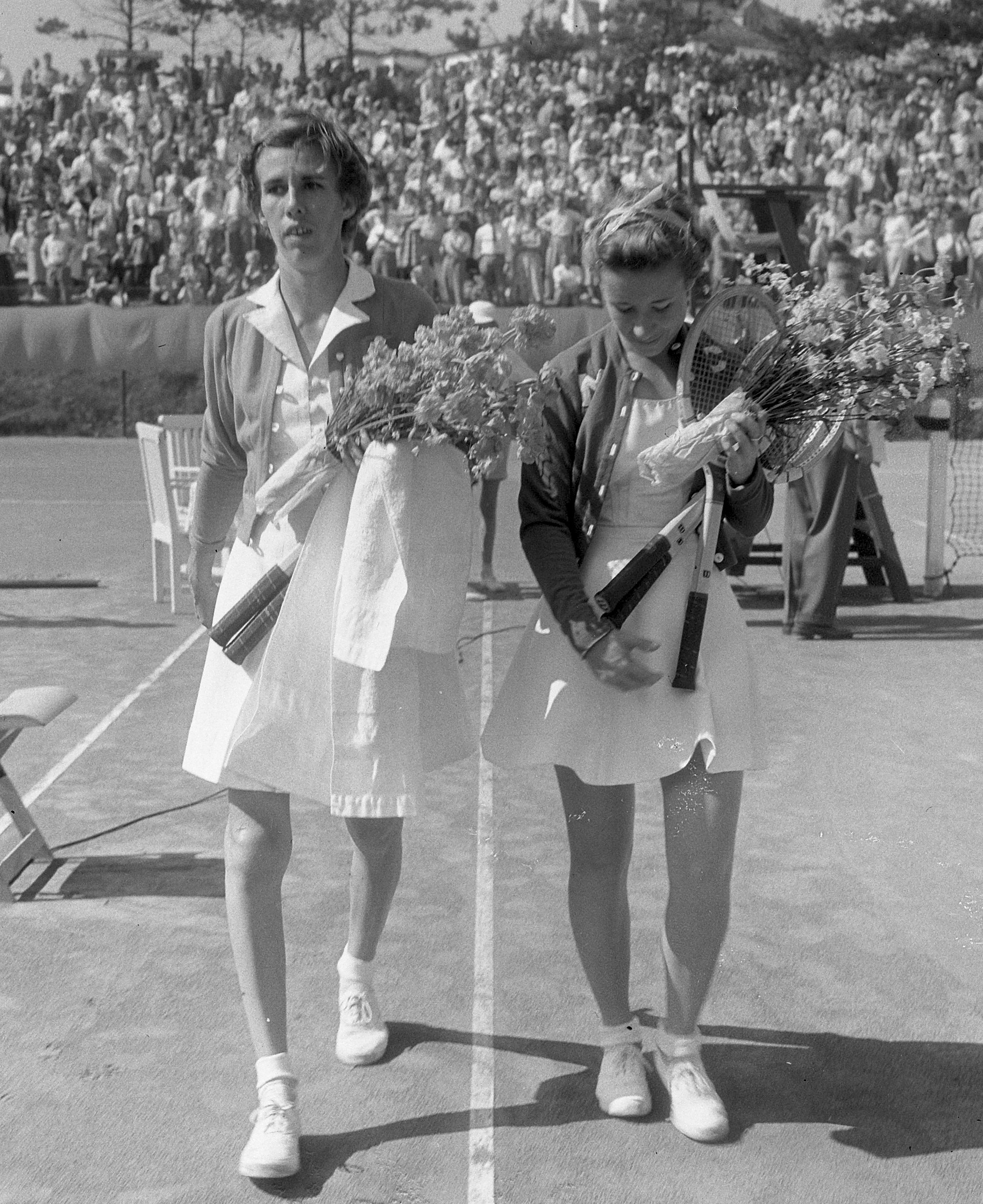
1953年の全仏選手権でドリス・ハート（左）と

コノリーは当時最も有名なコーチだったエリナー・テナント（Eleanor Tennant）の指導を受け、1949年から選手生活を始めた。1951年に全米選手権で4大大会初優勝を飾り、以後1953年まで大会3連覇を達成。1952年から1954年までウィンブルドンにも大会3連覇。1953年は全豪選手権でジュリア・サンプソンを破って初優勝を飾り、全仏選手権、ウィンブルドン選手権、全米選手権の3大会連続でドリス・ハートを決勝戦で破った。1938年にドン・バッジ（1915年 - 2000年）がテニス史上初の年間グランドスラムを達成してから15年後、コノリーは女子選手として初の偉業を達成した。1954年にも全仏選手権2連覇、ウィンブルドン選手権3連覇を達成している。1954年の全仏選手権では、女子シングルス・女子ダブルス・混合ダブルスの3冠を獲得する大会完全制覇もあった。この大会のダブルスではオーストラリアの選手たちとペアを組み、女子ダブルスはネル・ホール・ホップマン（ハリー・ホップマン夫人）、混合ダブルスはルー・ホードと組んだ。
しかし1954年のウィンブルドン3連覇の後、全米選手権を迎える直前に、コノリーは乗馬の最中にトラックにはねられて足に大怪我を負い、19歳で選手生命を絶たれる。この後、彼女はノーマン・ブリンカーと結婚した。やがて彼女の足は生活に支障をきたさなくなり、テニスのコーチを務めるところまで回復した。1968年に国際テニス殿堂入りしたが、翌1969年6月21日に卵巣癌のためテキサス州ダラスにて34歳で死去した。4大大会シングルス通算9勝は、モニカ・セレシュと並ぶ女子歴代8位タイ記録である。
死去から9年後の1978年、彼女の生涯をモデルにした映画『リトル・モー』が製作され、日本でも1979年に劇場公開された。
また彼女の生涯を称えてモーリーン・コノリー・ブリンカー財団が設立され、ニック・ボロテリーがフリークリニックを行うなど、さまざまなイベントを開催している。

## 4大大会優勝
- 全豪選手権　女子シングルス：1勝（1953年）／女子ダブルス：1勝（1953年）
- 全仏選手権　女子シングルス：2勝（1953年＆1954年）／女子ダブルス：1勝（1954年）／混合ダブルス：1勝（1954年）　［大会2連覇。1954年は3冠制覇］
- ウィンブルドン選手権　女子シングルス：3勝（1952年-1954年）　［大会3連覇］
- 全米選手権　女子シングルス：3勝（1951年-1953年）　［大会3連覇］

| 年     | 大会                 | 対戦相手             | 試合結果      |
| ------ | -------------------- | -------------------- | ------------- |
| 1951年 | 全米選手権           | シャーリー・フライ   | 6-3, 1-6, 6-4 |
| 1952年 | ウィンブルドン選手権 | ルイーズ・ブラフ     | 7-5, 6-3      |
| 1952年 | 全米選手権           | ドリス・ハート       | 6-3, 7-5      |
| 1953年 | 全豪選手権           | ジュリア・サンプソン | 6-3, 6-2      |
| 1953年 | 全仏選手権           | ドリス・ハート       | 6-2, 6-4      |
| 1953年 | ウィンブルドン選手権 | ドリス・ハート       | 8-6, 7-5      |
| 1953年 | 全米選手権           | ドリス・ハート       | 6-2, 6-4      |
| 1954年 | 全仏選手権           | ジネット・ブケイユ   | 6-4, 6-1      |
| 1954年 | ウィンブルドン選手権 | ルイーズ・ブラフ     | 6-2, 7-5      |

## 4大大会シングルス成績
略語の説明
| W | F | SF | QF | #R | RR | Q# | LQ | A | Z# | PO | G | S | B | NMS | P | NH |

W=優勝, F=準優勝, SF=ベスト4, QF=ベスト8, #R=#回戦敗退, RR=ラウンドロビン敗退, Q#=予選#回戦敗退, LQ=予選敗退, A=大会不参加, Z#=デビスカップ/BJKカップ地域ゾーン, PO=デビスカップ/BJKカッププレーオフ, G=オリンピック金メダル, S=オリンピック銀メダル, B=オリンピック銅メダル, NMS=マスターズシリーズから降格, P=開催延期, NH=開催なし.
| 大会                 | 1949  | 1950  | 1951  | 1952  | 1953  | 1954  | SR     | Win-Loss |
| -------------------- | ----- | ----- | ----- | ----- | ----- | ----- | ------ | -------- |
| 全豪選手権           | A     | A     | A     | A     | W     | A     | 1 / 1  | 5–0      |
| 全仏選手権           | A     | A     | A     | A     | W     | W     | 2 / 2  | 10–0     |
| ウィンブルドン選手権 | A     | A     | A     | W     | W     | W     | 3 / 3  | 18–0     |
| 全米選手権           | 2R    | 2R    | W     | W     | W     | A     | 3 / 5  | 20–2     |
| SR                   | 0 / 1 | 0 / 1 | 1 / 1 | 2 / 2 | 4 / 4 | 2 / 2 | 9 / 11 | 53–2     |